# Orvil Dryfoos
Orvil Eugene Dryfoos (* 8. November 1912 in New York City; † 25. Mai 1963 in ebenda) war von 1961 bis zu seinem Tod Herausgeber der New York Times. Er trat dem Familienunternehmen durch seine Ehe mit Marian Sulzberger, der Tochter des damaligen Verlegers Arthur Hays Sulzberger, bei.

## Familie
Dryfoos wurde als Sohn von Florence Dryfoos (* 20. Juli 1891 als Florence Levi; † 16. April 1964 als Myron G. Lehman) und Jack Alphons Dryfoos (1884–1937) geboren. Sein Vater war ein wohlhabender Strumpfhersteller und Prokurist der Paper Novelty Manufacturing Company of New York City and Stamford, Conn., einem Hersteller von Weihnachtsdekoration. Orvil Dryfoos' Brüder waren Donald Dryfos (1914–1992) and Hugh Dryfos (* 12. März 1919, † 18. September 1983). Er war der Enkel von Otto Eugene and Amelia (Samuels) Dryfoos. Dieser Großvater war 1895 aus Deutschland nach New York City ausgewandert.
Seine Frau war Marian Sulzberger Heiskell. Ihre drei Kinder sind Jacqueline Hays Dryfoos Greenspon (* 8. Mai 1943), eine von Stuart Greenspon geschiedene Psychotherapeutin, Robert Ochs Dryfoos (* 4. November 1944), geschieden von Katie Thomas, und Susan Warms Dryfoos Selznick (* 5. November 1946), verheiratet mit Daniel Selznick, Sohn des Filmproduzenten David O. Selznick und Irene Mayer Selznick. Sein Schwager war Arthur Ochs Sulzberger.

## Bildung
Er besuchte die Horace Mann School in New York City und das Dartmouth College. Er schloss 1934 ein Studium der Bachelor Soziologie ab.
Nach seinem Abschluss begann er als Runner an der Wall Street bei der Firma Asiel & Co. zu arbeiten. 1937 wechselte er als Partner zur Firma Sydney Lewinson & Co. und erwarb einen Sitz an der New York Stock Exchange. Dryfoos gehörte zur Kongregation Emanu-El in New York. Aufgrund der Diagnose einer rheumatischen Herzerkrankung arbeitete Dryfoos während des Zweiten Weltkriegs für das Blutspendekomitee des New Yorker Roten Kreuzes.

## The New York Times
Am 8. Juli 1941 heiratete er Marian Sulzberger, Tochter des Verlegers Arthur Hays Sulzberger. Sulzberger hatte sich auch selbst in diese Familie geheiratet, denn er war der Ehemann von Iphigene Bertha Ochs, dem einzigen Kindes von Adolph Ochs. „Ich war vernünftig genug, die Tochter des Chefs zu heiraten“, sagte Sulzberger zu Dryfoos.
Im Jahr 1942 verließ Dryfoos die Wall Street, um für eine Führungsposition der New York Times angeleitet zu werden und wurde zunächst Reporter der Lokalredaktion. 1943 wurde er Assistent des Verlegers.
Dryfoos wurde Treuhänder seiner Alma Mater Dartmouth College, Laientreuhänder der Fordham University, Treuhänder und Vorstandsmitglieds der Rockefeller Foundation, Direktor des New York Convention and Visitors Bureau, Direktor der Fifth Avenue Association, einer der Direktoren der New Yorker Weltausstellung von 1964 und Präsident der Wohltätigkeitsorganisation The New York Times Foundation. Er wurde 1957 von Dartmouth zum Ehrendoktor der Künste und 1962 vom Oberlin College zum Ehrendoktor der Rechtswissenschaft ernannt.
1954 wurde Dryfoos Vizepräsident und Direktor der The New York Times Company. 1957 wurde er Präsident des Unternehmens und nachdem Sulzberger 1958 einen Schlaganfall erlitten hatte, übernahm Dryfoos die Verantwortung für den größten Teil des Tagesgeschäfts der Zeitung. Am 25. April 1961, als Sulzberger zurücktrat, wurde er offiziell Verleger.
Dryfoos ernannte John Bertram Oakes zum leitenden Redakteur der Meinungsseite. Von 31. Oktober 1961 bis 24. Januar 1964 ließ er eine Western Edition of The New York Times in Los Angeles drucken, um den Druckerstreik in New York City zu unterlaufen und Anzeigen verkaufen zu können.
Die größte Herausforderung in Dryfoos' Amtszeit bei Times war ein langwieriger Zeitungsstreik vom 8. Dezember 1962 bis 31. März 1963. Dieser Streik war eine harte tarif- und arbeitsrechtliche Auseinandersetzung in New York City. Die Belegschaft der Times sank von 5.000 auf 900 Beschäftigte. Der Stress der Verhandlungen und die Bemühungen, trotz des Streiks eine möglichst hohe Auflage zu produzieren, wirkten sich nachteilig auf Dryfoos' Gesundheit aus. Der Streik dauerte 114 Tage und wurde damals als der teuerste in der Geschichte der Times identifiziert. Am 31. März 1963 kehrten die Streikenden zur Arbeit zurück. Dryfoos unterhielt während des gesamten Ausstandes herzliche Beziehungen zu den Streikenden und begrüßte das Personal mit einem Brief, in dem er schrieb: „Es ist schön, Sie wieder bei der Arbeit zu sehen!“

## Tod
Dryfoos reiste nach Ende des Streiks nach Puerto Rico, um sich zu erholen, musste sich dort aber zur stationären Behandlung in ein Krankenhaus begeben. Er kehrte nach New York zurück und wurde im Columbia Presbyterian Medical Center aufgenommen. Dort starb er am 25. Mai 1963 im Alter von 50 Jahren an Herzversagen. Am Begräbnis von Dryfoos in der Kongregation Emanu-El in New York nahmen viele New Yorker Persönlichkeiten teil, darunter der New Yorker Bürgermeister Robert F. Wagner junior, der Präsident der Columbia University, Grayson L. Kirk, und der spätere langjährige New Yorker Staatsanwalt Robert M. Morgenthau. Viele Mitglieder der Rockefeller-Familie waren anwesend, darunter der Gouverneur von New York, Nelson Rockefeller, der Vorsitzende des Lincoln Centers, John D. Rockefeller III, und der Präsident der Chase Manhattan Bank, David Rockefeller. Viele Repräsentanten anderer Verlage gaben ihm das letzte Geleit: Hearst Newspapers-Chefredakteur William Randolph Hearst Jr., Advance-Publications-Verleger Samuel Irving Newhouse Sr., Dorothy Schiff, CBS-Präsident Frank Stanton und Andrew Heiskell, Vorsitzender von Time Inc. (1965 heiratete Heiskell Dryfoos' Witwe Marian).
James Reston, Washingtoner Korrespondent und späterer leitender Redakteur der New York Times, der ein enger Freund von Dryfoos war, hielt die Trauerrede. Reston sagte, dass Dryfoos während des Streiks „sein Leben verloren habe“ und als der Streik vorbei war, „schließlich ins Krankenhaus geflüchtet und nie zurückgekommen“ sei.
Als Herausgeber der The New York Times folgte ihm Arthur Ochs „Punch“ Sulzberger, der Sohn von Arthur Hays Sulzberger und jüngere Bruder von Marian Sulzberger Dryfoos.